# IC 412
IC 412 је спирална галаксија у сазвјежђу Орион која се налази на листи објеката дубоког неба у Индекс каталогу.
Деклинација објекта је + 3° 29' 11" а ректасцензија 5h 21m 56,7s. Привидна величина (магнитуда) објекта IC 412 износи 13,8 а фотографска магнитуда 14,6. IC 412 је још познат и под ознакама IC 2123, UGC 3298, MCG 1-14-34, KCPG 107A, VV 225, VV 630, CGCG 421-41, PGC 17180.